# Seminários de Zollikon
Os Seminários de Zollikon foram uma série de seminários filosóficos realizados entre 1959 e 1969 pelo filósofo alemão Martin Heidegger em Zollikon, cidade suíça residência do psiquiatra Medard Boss. São considerados fundamentais na concepção e conceituação da Daseinsanalyse.
Em 1947, Boss escrevera a Heidegger pedindo esclarecimentos sobre algumas de suas ideias filosóficas. Para sua surpresa, Heidegger respondeu dando início a uma troca de correspondência e visitas que durou doze anos. Boss considerou "não ser adequado ser o único a se beneficiar dos frequentes encontros com um grande pensador." 
Com a permissão de Heidegger, Boss abriu a participação em suas discussões para seus colegas e estudantes, dando início aos Seminários de Zollikon.
Foram realizados de maneira intermitente, "duas a três vezes por semestre" entre 1959 e 1969. Boss assinalou que Heidegger dedicava à tarefa três horas por noite, duas noites por semana, gastando o dia anterior na preparação das palestras.
Usualmente, de cinquenta a setenta psiquiatras colegas ou alunos de Boss eram convidados para estas palestras.
Os principais tópicos abordados nos seminários foram as possibilidades de integração da ontologia e da fenomenologia de Heidegger à teoria e práxis de medicina, psicologia, psiquiatria e psicoterapia.
Os protocolos dos seminários e as correspondências trocadas por Heidegger e Boss foram publicados na Alemanha em 1987 com o título de "Zollikoner Seminare, Protokolle - Gersprache - Briefe Herausgegeben von Medard Boss".
A primeira versão do texto em português foi publicada no Brasil em 2001.